# كالفين تشن
كالفين تشن (بالصينية: 辰亦儒) (و. 1980  م) هو مغني، وممثل، وعارض، وممثل تلفزي تايواني، ولد في تايوان، بدأ مشواره المهني سنة 2005.

## التعليم
تعلم في جامعة سايمون فريزر، وتعلم في جامعة فيكتوريا، وتعلم في جامعة تشينجتشي الوطنية
.

## وصلات خارجية
- كالفين تشن على موقع IMDb (الإنجليزية)
- كالفين تشن على موقع ميوزك برينز (الإنجليزية)
- كالفين تشن على موقع ديسكوغز (الإنجليزية)
- كالفين تشن على موقع قاعدة بيانات الفيلم (الإنجليزية)

- كالفين تشن في قاعدة بيانات الأفلام على الإنترنت